# Історія освоєння мінеральних ресурсів Туркменістану

Історія освоєння мінеральних ресурсів Туркменістану
Початок використання корисних копалин датують V тис. до н. е.. Найбільш давнє поселення тих часів — Джейтун було збудоване з місцевої битої глини (пахси), а для розпису стін використовували мінеральні фарби. З енеоліт у (IV–III тис. до н. е.) застосовували сирцеву цеглу, в III–II тис. до н. е. на базі місцевих високопластичних глин розвивається гончарне виробництво, пізніше в будівництві використовували вапно з місцевих вапняків і доломітів, алебастр з гіпсу, ганч — обпалену суміш глини і гіпсу (городище Стара Ніса).
У Х–XI ст. з'являються споруди з обпаленої цегли, прикрашені полив'яною кольоровою цеглою. У XII–ХIII ст. широко використовується вапняк-черепашник, з якого побудовані караван-сараї і міста Талайхан-Ата, Шемахакала та інші. З XII ст. видобували сіль в Карлюкє (каршинська сіль), на озері Ер-Ойлан-Дуз в Бадхизі. Промисловий видобуток солі на узбережжі Каспію (шляхом випарювання) почато в першій половині XIX ст. З кінця XIX ст. ведеться видобуток гіпсу поблизу Красноводська. У цей же час будуються перші малопотужні цегельні заводи, починається промислове освоєння багатих родовищ глин.
Багатовікову історію в Туркменістані має видобуток нафти. Перші згадки про неї датуються ще XII ст. З XIII ст. на Небіт-Дазі відомий колодязьний видобуток нафти. Перші свердловини з'являються в кінці XIX ст. на Челекені. У 1900 р. нафта добувалася 23 фірмами. Річний видобуток в 1910 р. досяг 144 тис. т. В 1930-і роки по ознаках давніх нафтових колодязів було відкрито Небіт-Дазьке родовище, що дозволило довести видобуток нафти в 1940 р. до 587 тис. т. В 1966 р. стало до ладу перше (Ачакське) родовище газу.
На початку XXI ст. найважливіші корисні копалини Туркменістану: нафта і горючий газ, гірничохімічна та індустріальна сировина, а також нерудні будівельні матеріали. На 2001 р. мінерально-сировинна база країни представлена 162 родовищами із затвердженими запасами. Частка гірничої промисловості у ВВП понад 21 %. Розвинуті нафтова і газова промисловість, видобуток і переробка гірничохімічної та індустріальної сировини, нерудних будівельних матеріалів, зокрема, каоліну і граніту. Туркменістан займає 4-е місце серед країн СНД за видобутком природного газу і 5-е за видобутком нафти. Маючи в своєму розпорядженні великі запаси природного газу (15–20 трлн м³) і нафти (1,5–2,0 млрд т), Туркменістан висунувся в ряди важливих експортерів паливних ресурсів. Цей сектор формує приблизно 70 % ВНП.
Підготовку кадрів гірничого й геологічного профілю здійснюють в Туркменському політехнічному університеті та в Небітдазькому нафтогазовому інституті.